# Jin Hanato
Jin Hanato (端戸 仁 Hanato Jin?), född 31 maj 1990 i Kanagawa prefektur, är en japansk fotbollsspelare.
Hanato började sin karriär 2009 i Yokohama F. Marinos. 2012 blev han utlånad till Giravanz Kitakyushu. Han gick tillbaka till Yokohama F. Marinos 2013. Med Yokohama F. Marinos vann han japanska cupen 2013. 2016 flyttade han till Shonan Bellmare. Med Shonan Bellmare vann han japanska ligacupen 2018. 